# Vida
|  | Per a altres significats, vegeu «Vidå». |

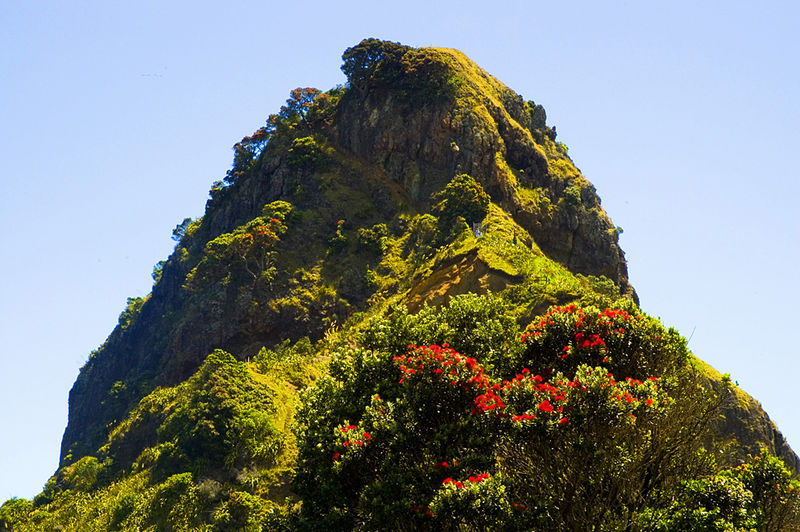
Vida colonitzant una roca

La vida és el període intermedi entre el naixement i la mort, tot i que no té una definició simple exacta, en part perquè el terme és sovint usat d'una manera molt oberta i amb ambigüitat, com en els conceptes vida eterna, vida artificial, o vida extraterrestre. Aquest article es refereix al significat de la paraula en les ciències de la vida.
Es considera la vida el primer dret humà, al qual se supediten tots els altres. Els éssers vius són els objectes que tenen processos biològics automantinguts, i tots els altres objectes són éssers inanimats.
La primera prova de vida a la Terra són un fòssils que daten entre 3.770 i 4.280 milions d'anys enrere, trobats al cinturó de roques Nuvvuagittuq del Canadà l'any 2016, i d'ençà, no ha parat d'evolucionar. Ha sigut un procés llarg i complex. De cèl·lules procariotes a cèl·lules eucariotes i d'organismes unicel·lulars a organismes multicel·lulars. En aquests últims, començà la diferenciació cel·lular i d'aquesta diferenciació cel·lular s'esdevé la gran aventura de l'evolució biològica: vegetals, invertebrats, peixos, amfibis, rèptils, mamífers, ocells. Milions d'espècies apareixeran. S'ordenen segons els principis generals de la taxonomia.
El naturalista Charles Darwin va ser el gran cronista dels mecanismes d'aquesta evolució.

## Definicions

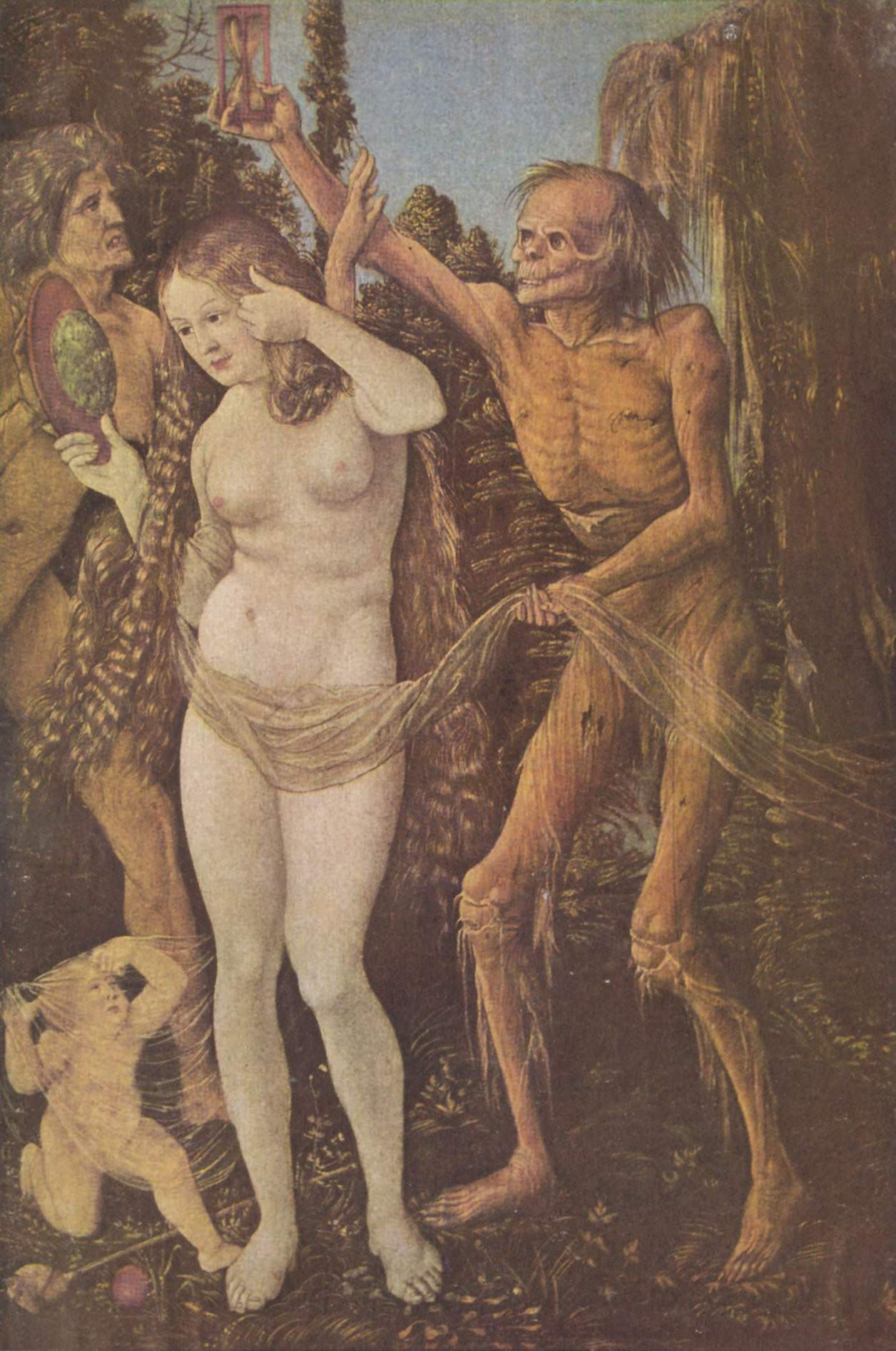
Les tres edats de la vida i la mort, pintura de Hans Baldung

No hi ha una definició de vida plenament satisfactòria. En un sentit ampli, la vida és una propietat de la matèria igual que la densitat, el punt d'ebullició, etc.
Definició fisiològicaUn organisme viu és aquell capaç de dur a terme funcions com menjar, metabolitzar, excretar, respirar, moure's, créixer, reproduir-se i respondre a estímuls externs.
Definició metabòlicaUn sistema viu és un objecte amb una frontera definida que contínuament intercanvia substàncies amb el medi circumdant sense alterar-se. També ha estat rebutjada perquè no es poden incloure objectes vius com ara les llavors, les espores, o bacteris encapsulats en estat de latència. I també perquè defineixen com a vius entitats com ara el foc.
Definició bioquímicaTot organisme viu conté informació hereditària reproduïble codificada en els àcids nucleics, els quals controlen el metabolisme cel·lular mitjançant unes molècules (proteïnes) anomenades enzims que catalitzen o inhibeixen les diferents reaccions biològiques. Malgrat ser més precisa i encertada, tampoc no es considera una definició vàlida, ja que exclou la vida fora de la química que coneixem i, per exemple, la impossibilita en el camp cibernètic, cosa que, fins ara, no s'ha demostrat.
Definició evolutiva“La vida és tot sistema capaç d'evolucionar per selecció natural.” Una vegada més, aquesta definició no és acceptada per gaires biòlegs, ja que inclou els virus dins del grup dels éssers vius i podria introduir en un futur algun virus informàtic polimòrfic que inclogués algun tipus de rutina avançada d'evolució darwiniana. Sens dubte, ningú no diria que tal programa d'ordinador fos un sistema viu.
Definició termodinàmica“Els sistemes vius són regions localitzades on es produeix un continu increment d'ordre.” Aquesta definició, potser la millor i més completa, neix de la comprensió nova de l'Univers d'aquest últim segle. Es basa en l'aparent incompliment del segon principi de la termodinàmica, el qual diu que l'entropia o desordre de l'Univers sempre augmenta. Fou plantejada en el llibre Què és la vida?, d'Erwin Schrödinger. La vida sembla que va en contra d'aquesta poderosa llei de la física. És considerada per molts científics com un sistema fisicoquímic emergent extraordinàriament complex. L'augment d'ordre en un sistema viu no incompliria el principi citat termodinàmic de manera global, ja que això es fa sempre a compte d'un increment d'entropia en l'univers. Així doncs, la vida formaria part també dels anomenats sistemes complexos.:

###### Definició Biofísica
Des d'una perspectiva física, els éssers vius són sistemes termodinàmics amb una estructura molecular organitzada que poden reproduir-se i evolucionar segons dicti la supervivència. Termodinàmicament, La vida ha estat descrita com un sistema obert que fa ús de gradients en el seu entorn per crear còpies imperfectes de si mateixa. Una altra manera de dir això és definir la vida com "un sistema químic autosostenible capaç de patir l'evolució Darviniana", una definició adoptada per un comitè de la NASA que intenta definir la vida amb els propòsits de l'exobiologia, basat en Un suggeriment De Carl Sagan. Aquesta definició, Però, ha estat àmpliament criticada perquè segons ella, un sol individu que es reprodueix sexualment no és viu, ja que és incapaç d'evolucionar per si mateix. La raó d'aquest defecte potencial és que la "definició de la NASA" es refereix a la vida com un fenomen, no com un individu viu, cosa que la fa incompleta. Alternatives, definicions basades en la noció de vida com a fenomen i un individu viu s'han proposat com a continu d'una informació auto-mantenible, i un element diferent d'aquest continu, respectivament. Una fortalesa important d'aquest enfocament és que defineix la vida en termes de matemàtiques i física, evitant el vocabulari biològic, que inevitablement condueix a la pleonasticitat.

## Vida a la terra
L'existència de vida, i concretament la vida terrestre, es pot definir amb més especificitat indicant, entre altres coses, que els éssers vius són sistemes químics el fonament dels quals són cadenes d'àtoms de carboni que són riques en hidrogen (reduïdes), que es distribueixen en compartiments plens de dissolucions aquoses i separats per membranes funcionalment asimètriques; la zona interior d'aquests és hidròfoba; aquests compartiments constitueixen cèl·lules o en formen part, les quals s'originen per divisió de cèl·lules anteriors, permetent així el creixement i també la reproducció dels individus. Els sistemes vius no formen un sistema continu, tancat i hermètic, sinó una multitud de sistemes discrets, que anomenem organismes.

## Característiques generals dels éssers vius
Un ésser viu té aquestes característiques:
- s'organitza a partir de la cèl·lula,
- és capaç de dur a terme les funcions bàsiques de nutrició, relació amb l'entorn i reproducció,
- pot evolucionar segons les exigències del medi,
- usa energia per a mantenir l'homeòstasi.

La vida s'oposa a la matèria inerta. Aquesta distinció neix en la filosofia antiga (tot i que els monistes consideren que tot forma part d'una unitat superior, identificada amb el cosmos).

### Les bases d'allò que és viu
Aquesta estructura és un esquema energètic que estableix les reaccions necessàries per a obtenir una estructura homeostàtica. Aquesta és la base que permetrà anar muntant les estructures materials vives. Una estructura viva comprèn un organisme.

### Què no és vida
No és vida qualsevol altra estructura del tipus que sigui (encara que contingui ADN i/o ARN) incapaç d'establir un equilibri homeostàtic (virus, virions, prions, cèl·lules canceroses o qualsevol altra forma de reproducció que no sigui capaç de manifestar una forma estable retroalimentària sostenible amb el medi, i provoqui el col·lapse termodinàmic. Així, es pot concloure que una cèl·lula està viva, ja que té una regulació homeostàtica relativa a si mateixa, però si no pertany a un organisme homeostàtic, no forma part d'un organisme viu, o consumeix recursos i posa en perill la sostenibilitat del medi en el qual es manifesta, no es considera vida.

## Allò que és viu
El que és viu és l'estat característic de la biomassa, manifestant-se en forma d'organismes i cèl·lules individuals. Les propietats comunes als organismes coneguts que es troben a la Terra (plantes, animals, fongs, protistes, arqueus i bacteris) són aquells que estan basats en el carboni i l'aigua, són conjunts cel·lulars amb organitzacions complexes, capaços de mantenir i sostenir juntament amb el medi que els envolta, el procés homeostàtic que els permet respondre a estímuls, reproduir-se i, mitjançant processos de selecció natural, adaptar-s'hi en generacions successives.
En biologia, es considera viu allò que tingui les característiques:
- Organització: format per cèl·lules.
- Reproducció: capaç de generar o crear còpies de si mateix.
- Proliferació cel·lular: capaç d'augmentar el nombre de cèl·lules que el componen i/o en la mida d'aquestes.
- Evolució: capaç de modificar la seva estructura i conducta amb la finalitat d'adaptar-se millor al medi en què es desenvolupa.
- Homeòstasi: utilitzen energia per a mantenir un medi intern constant.
- Moviment: desplaçament mecànic d'alguna o totes les seves parts components, S'entén com a moviment els tropismes de les plantes, i fins i tot el desplaçament de diferents estructures al llarg del citoplasma.

Una entitat amb les propietats indicades prèviament és el que es considera un organisme.
Tot i que no es pot indicar amb precisió, l'evidència suggereix que la vida a la Terra ha existit des de fa aproximadament 3.700 milions d'anys.

## L'origen de la vida

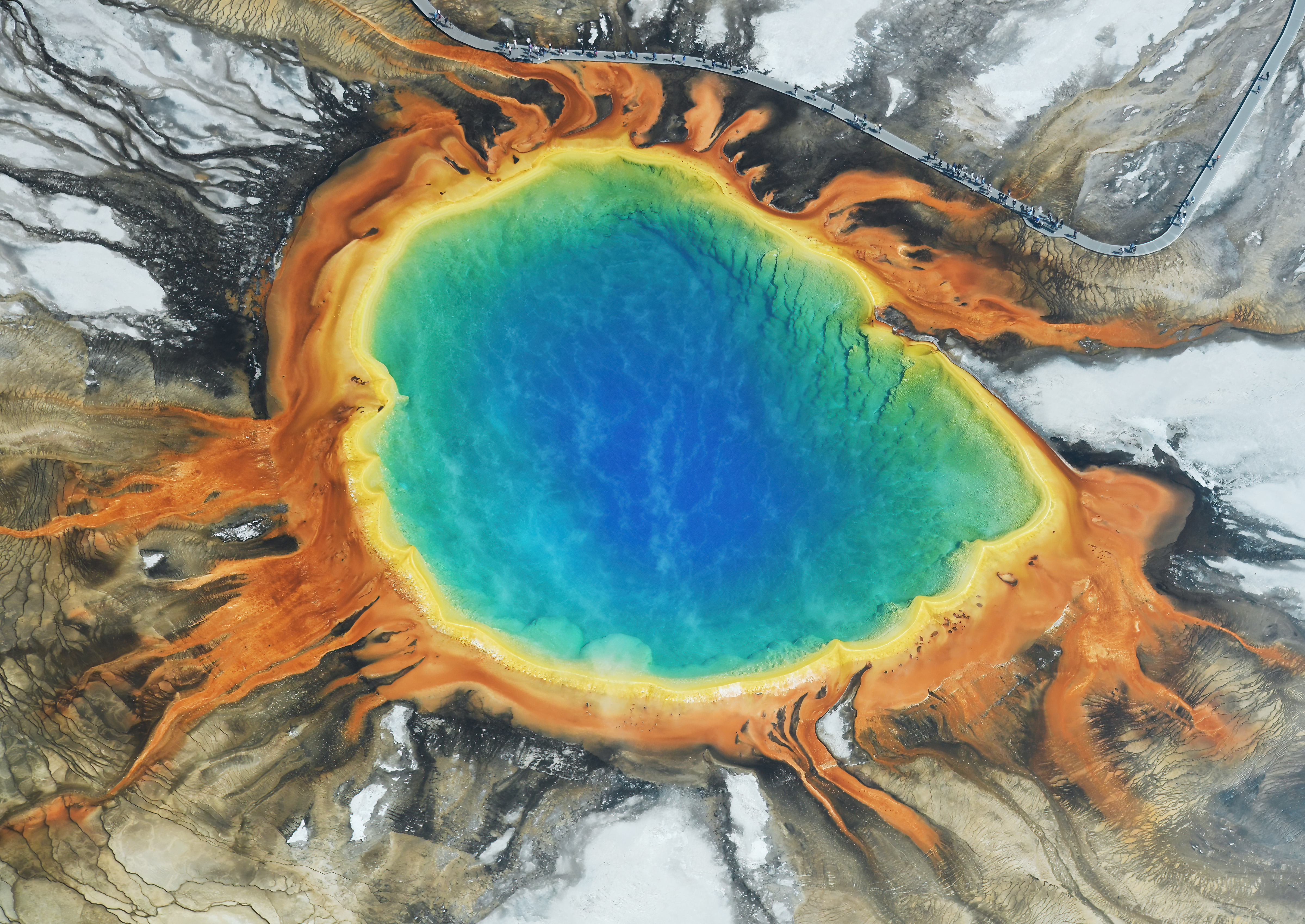
El Grand prismatic Spring del Parc Nacional Yellowstone

No existeix un únic model per a l'origen de la vida, però la majoria dels models científics actuals acceptats es basen en els descobriments següents, els quals són llistats en l'ordre en el qual han estat postulats:
1. Condicions prebiòtiques plausibles que van resultar en la formació de les petites molècules bàsiques per a la vida. Això ha estat demostrat en l'experiment de Miller i Urey.[9]
2. Els fosfolípids espontàniament formen lípids bicapa, que són l'estructura bàsica de la membrana cel·lular.
3. Els procediments per a produir molècules aleatòries d'ARN poden produir ribosomes, els quals són capaços de reproduir-se sota condicions molt específiques.

Existeixen moltes hipòtesis diferents sobre el camí que va poder haver pres l'origen de la vida per passar des de molècules orgàniques simples fins a constituir protocèl·lules i metabolismes diversos. Molts models cauen dins la categoria del "gens primer" o la categoria del "metabolisme primer", però la tendència actual és l'aparició de models híbrids que no cauen en cap de les categories anteriors.
Entre les hipòtesis, es troba la del paper de la mica desenvolupada per Helen Greenwood Hansma, de la Universitat de Califòrnia, Santa Barbara, segons la qual la vida podria haver-se originat entre les exfoliacions de la mica. Segons aquesta hipòtesi, els compartiments estructurats que forma la mica podrien haver aixoplugat molècules que serien les que haurien originat les cèl·lules. El potassi manté unides les làmines de la mica i també forma part de les cèl·lules. L'energia necessària per a formar cèl·lules provindria de les onades, el sol i l'agitació de l'aigua entre els espais entre les làmines de la mica. Aquestes fonts d'energia haurien capacitat la unió de les molècules. Les superfícies de la mica són apropiades per a hostatjar cèl·lules vives i grans molècules biològiques, incloent-hi proteïnes, àcids nucleics, glúcids i lípids. Aquesta hipòtesi sobre la mica és consistent amb altres hipòtesis que proposen la vida originada com a ADN, vesícules lipídiques de metabolisme primitiu.

### Exemple de model híbrid

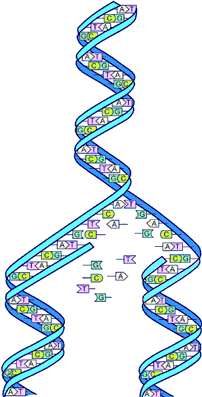
Molècula d'ADN

Les estructures moleculars essencials per a la vida es van formar i desenvolupar per aparèixer en un preecosistema que així ho va permetre, en el seu estat prebiòtic. L'origen de la vida és el resultat termodinàmic de l'acoblament de diferents àtoms en un mitjà que va fomentar l'aparició de molècules més complexes, car termodinàmicament parlant era el més òptim.
Oferint un baix potencial energètic (una molècula d'adenina no és físicament reactiva, és estable en el temps, i poca utilitat té en una central elèctrica o en una reacció de fusió nuclear), però sí un alt potencial bioenergètic (degudament acoblada a una molècula de ribosa, forma un reactiu bioquímic molt potent), van afavorir l'aparició d'altres propietats, que van emergir per l'abundància d'aquestes molècules.
Les formes biològiques més primitives estableixen la formació de biomolècules, n'hi ha prou amb un esquema simple molecular, que adequadament estimulat bioquímicament parlant, poden donar estructures més complexes (aminoàcids).
Segons el medi anava canviant, les estructures també ho feien, establint un procés evolutiu basat en una funció retroalimentada. L'abundància de biomassa fomentà l'agudesa de certes propietats, que en altres circumstàncies passarien desapercebudes, com la hidrofobicitat, osmosi, catàlisi, permeabilitat, etc. La semblança i simetria de certes propietats de certs elements generaren barreres de potencial per diferència de densitat; aquest medi aïllat variava amb el temps i els materials generats a l'interior desestabilitzaven aquesta barrera: a vegades, una porció d'aquesta barrera de potencial es debilitava en certes parts, permetent l'entrada de nous elements (propietats electrolítiques). Pel simple acoblament degut a les diferents propietats de densitat dels elements, les disposicions dels aminoàcids van començar a formar estructures més sòlides, definint una clara membrana composta de proteïnes i emergint una nova propietat: la permeabilitat selectiva.
Segons que el medi contingués més o menys matèria orgànica, les combinacions moleculars donarien combinacions més complexes i amb major potencial bioquímic. El primer microorganisme que aparegué aportaria al medi les deixalles orgàniques que no necessités, així com la seva pròpia estructura. Florint aquest primer microorganisme, n'obriria encara més el ventall de possibilitats.
L'aliment és la principal font d'evolució dels éssers vius. De fet, si la vida té la forma que té és perquè és sostenible des d'un punt de vista termodinàmic. Les formes de vida que s'alimenten d'estructures vives aporten al seu sistema informació de com ser energèticament més adaptables.
La font d'aliment és el principal ressort de selecció natural. Així, s'estableix el cicle retroalimentari de la manera següent: les estructures moleculars aporten al medi estructures orgàniques homeostàtiques; al seu torn, aquestes estructures necessiten energia per mantenir-se actives i són al mateix temps una aportació de variabilitat a l'entorn que els envolta. Perquè l'evolució no hagués estat possible de no existir tant un punt d'inici biomolecular, com estructures homeostàtiques que aportessin al medi més informació de com ser termodinàmicament òptimes. Tot aquest procés és sostenible gràcies a l'aportació energètica de l'estrella més propera, el Sol, i per la dissipació d'aquesta energia en el fred espai s'estableix un cicle físic i possiblement (com és el cas de la Terra) biològic.

### Astrobiologia
Per deduir el tipus de vida que pugui existir en altres planetes, s'haurà d'observar l'aportació energètica de l'estrella més propera, perquè si és massa, l'energia aportada al planeta serà tan intensa que no serà possible establir molècules biològicament estables; si és escassa, les formes de vida potser no es desenvolupen més que a nivell bacterià. Les condicions físiques del planeta poden influir en la quantitat d'energia que arriba de l'estrella a la seva superfície, i establiran les vies de l'evolució biològica, ja que de florir aquest tipus d'activitat, serà capaç d'influir en el medi, adaptar-s'hi i transformar-lo. Només ha de complir el requisit termodinàmic: sostenibilitat entre l'aportació i la dissipació energètica. Indubtablement, el seu esquema biomolecular serà el resultat de les condicions físiques que l'han condicionat. L'especulació sobre l'existència de la vida extraterrestre i com serà aquesta és un dels camps recurrents de la ciència-ficció, que conviu amb recerques científiques buscant indicis de vida fora de la Terra.

## Trets comuns de les estructures orgàniques

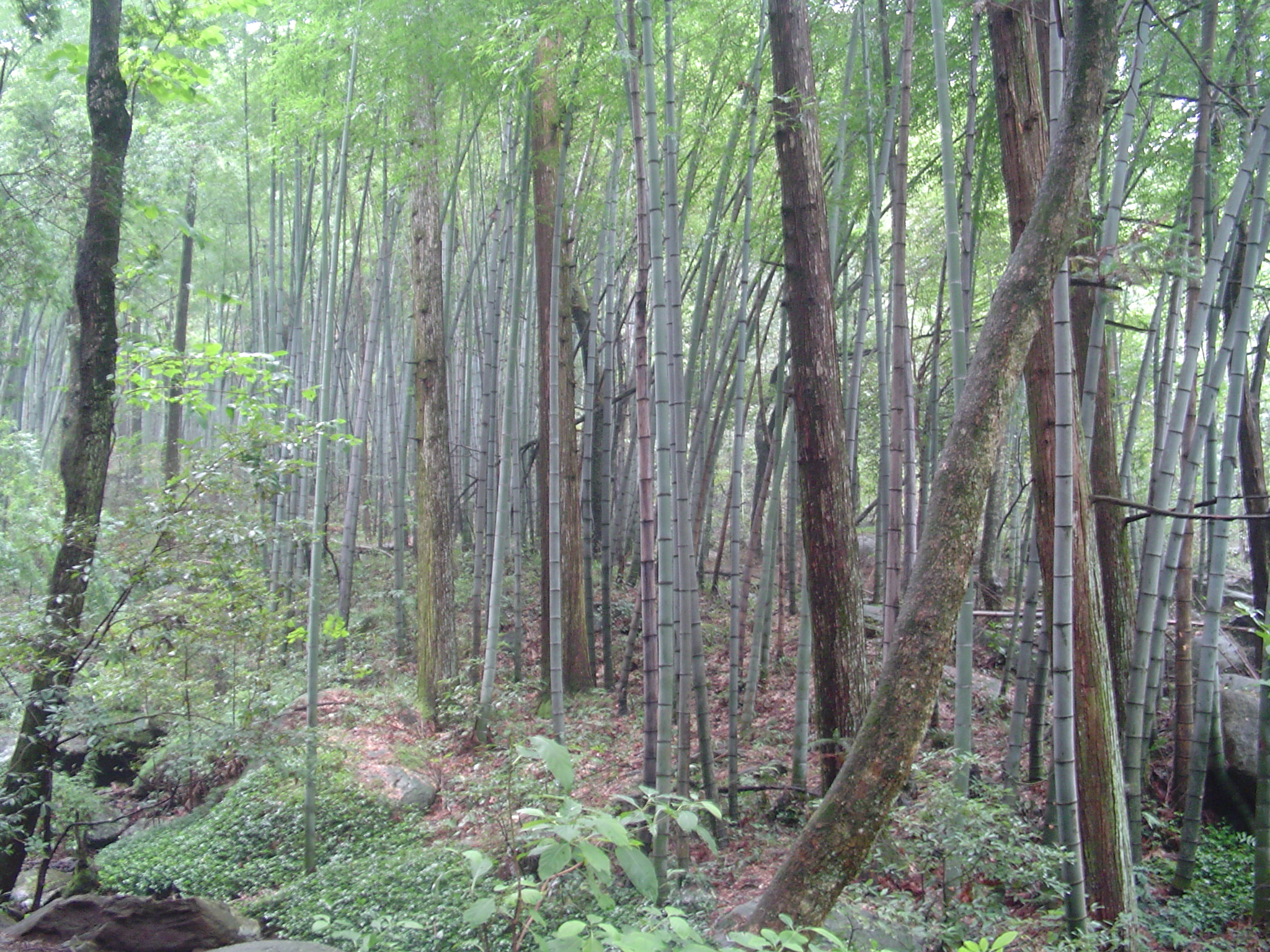
La llum del sol penetrant entre un bosc de bambús i altres espècies més evolucionades

L'estudi de la vida es diu biologia; els biòlegs són els que estudien les seves propietats. Després de l'estudi per part d'aquests, es fa evident que tota reacció bioquímica capaç d'establir una estructura homeostàtica que desenvolupi la funció metabòlica, se la pot definir com a matèria viva orgànica o organisme, compartint algunes característiques comunes, producte de la selecció natural:
1. Un organisme requereix una aportació externa d'energia per poder sostenir el seu cicle metabòlic. Donada la tendència constant a la degradació de l'energia usada, s'estableix una resistència que ofereix tota matèria viva a ser animada. Aquest fet es fa evident en observar la tendència a degradar la matèria inerta. És a dir, s'alimenten per no morir.
2. Un organisme utilitza tots els recursos disponibles i compatibles amb la seva estructura per a perpetuar el seu esquema molecular (ADN), rebutjant l'inservible i desenvolupant el que és útil. En les estructures vitals més complexes, això s'observa pel fet que creixen i es desenvolupen.
3. Un organisme és receptiu als estímuls del medi ambient, i és aquest l'únic mitjà pel qual pot reposar els recursos perduts. Si deixa de respondre, deixarà de ser matèria viva.
4. Un organisme respon a un medi favorable activant els processos que li permetran duplicar el seu esquema molecular i transferir les seves funcions de manera que fomenti aquest esquema al màxim de les seves facultats vitals. En funció dels recursos disponibles del medi, aquestes facultats seran més o menys intenses.

La vida s'agrupa en diversos nivells estructurals jerarquitzats. Així, se sap que la unió de cèl·lules pot donar lloc a un teixit i la unió d'aquests dona lloc a un òrgan que compleix una funció específica i particular, com el cas del cor o l'estómac. D'aquesta manera, els diversos nivells de jerarquització de la vida s'agrupen fins a formar un organisme o ésser viu; aquests, en agrupar-se sent d'una mateixa espècie, formen una població, i el conjunt de poblacions de diverses espècies que habiten en un biòtop donat formen una comunitat.

## Visió retrospectiva de la vida
Tradicionalment, la vida ha estat un concepte abstracte i, per tant, difús i difícil de definir. Per això, se solia definir en contraposició a la no-vida o l'inert, especialment al·ludint a les propietats diferenciadores. El que més confonia eren les estructures víriques, que no comparteixen totes les propietats més comunes de la resta de les estructures vives. Com tampoc estava clara la frontera entre la vida i la mort, fent difícil determinar quan passa exactament aquesta última.
Donada la confusió a l'hora de definir vida, es va optar per definir en funció dels resultats que s'obtenen després del desenvolupament complet de l'ADN, i no a partir del potencial mateix d'aquesta molècula; així, es van establir algunes característiques comunes:
1. Els éssers vius requereixen energia. És a dir, s'alimenten.
2. Els éssers vius creixen i es desenvolupen.
3. Els éssers vius responen al seu medi ambient.
4. Els éssers vius es reprodueixen per si mateixos, sense necessitar ajuda externa; i aquest n'és un fet clau.

Aquestes característiques intentaven apuntar a la definició de vida, però definir així la vida era una versió suau de la definició fisiològica que ja s'ha explicat. Aquesta és molt simple i permet incloure com a éssers vius, per exemple, els cristalls minerals, els quals creixen, responen al medi, es reprodueixen i per descomptat consumeixen energia en créixer i propagar-se. Es feia necessari, doncs, buscar altres característiques pròpies de la vida més enllà de les purament intuïtives.
La definició de vida es plantejava com una cosa bastant més complexa i difícil. S'oferien diferents definicions, i era qüestió de gust donar-ne per bona una o altra, com ja hem vist en la secció de definicions de vida. Tal definició ha seguit una evolució paral·lela a la que ha seguit la ciència que la defineix, la biologia.

## Especulacions recents
Existeix una hipòtesi encara no demostrada que matisa la definició termodinàmica de la vida, defensada per Lynn Margulis. Aquesta considera la vida com un sistema complex que sorgeix sota condicions inicials favorables, i que localment accelera la conversió energètica entre, en el nostre cas, la calor del Sol i el fred espai. La llarga vida mitjana d'una estrella permet que aquest sistema viu evolucioni a nivells cada vegada més complexos, ja que el sistema es perpetua mitjançant material genètic de còpia imperfecta (definició bioquímica) i d'alguna manera és seleccionada sempre la còpia més eficient (definició genètica), i aquesta és la més favorable termodinàmicament.
Aquesta interpretació no serveix per a definir millor què és la vida, però complementa la visió termodinàmica amb un perquè. No sols el que és viu tendeix a augmentar l'ordre sense una ajuda material externa, sinó que a més aquest augment de l'ordre és perfectament lògic amb la tendència al desordre general, perquè per això s'utilitza constantment energia. En part, dona una volta a l'enfocament, i un ésser viu passa de ser el que utilitza l'energia per a viure al que viu per utilitzar l'energia. El que ens porta a la definició del principi.

## Interpretacions de la vida segons diverses religions
Per a moltes religions monoteistes, la vida és la unió de l'ànima i del cos, de manera que es diferencia entre la vida del cos, que és mortal, i la vida de l'ànima, que és eterna. En el cas del cristianisme, els animals que va crear Déu se'ls anomena «éssers vivents ... tot ésser vivent». La paraula hebrea que aquí es va traduir com a 'ésser' és nefesh, que també es tradueix com a 'ànima'. Segons accepta la comunitat creient, existeix vida després de la mort, anomenada vida eterna, terme que apareix en la Bíblia. Quan algú mor, es diu amb freqüència que va passar a millor vida, expressió que actualment es fa servir també com a eufemisme de la mort i de forma deslligada de l'espiritualitat. Per al budisme, la vida és cada un dels estats de reencarnació dels éssers en el samsara. El concepte d'ànima no existeix en aquesta religió. Existeix, en el seu lloc, una energia metafísica imperible i canviant anomenada karma.

## El sentit de la vida
El sentit de la vida és l'explicació que intenten donar la filosofia i la religió al perquè de l'existència, responent a interrogants com la finalitat de l'ésser humà, el valor de la vida o la seva direcció. Constitueix la pregunta bàsica d'aquestes dues disciplines i s'aplica usualment només a la vida de l'ésser humà, ja que és l'única espècie que sembla tenir consciència i un autoconcepte prou desenvolupat com per a voler trobar un sentit a la pròpia presència al món, lligat a una teleologia.
Les respostes han estat molt variades històricament i han aparegut en l'art, els mites, els cultes religiosos i el pensament racional, i comprenen des de l'absència de sentit fins a la recerca de la felicitat, passant per la transcendència o altres intents de trobar un significat a la vida.

## Vida i dret
L'article 3 de la Declaració Universal dels Drets Humans qualifica el dret a la vida com a fonamental. De fet, l'assassinat és un dels delictes més greus en la legislació de la majoria de països. Però sorgeixen nombroses discussions ètiques sobre aquest dret a la vida, com les que envolten l'avortament, l'eutanàsia o la pena de mort. Sovint, el dret és interpretat en funció de la religió i la cultura de cada indret (sacrificis, crims d'honor, investigació amb embrions, contracepció…), de manera que s'han creat comitès de bioètica destinats a conciliar el dret i l'ètica en qüestions que afecten la vida.